# Josef Wais
Josef Wais (* 16. März 1944 in Píla, Slowakei; † 20. Juli 2017 in Wien) war ein österreichischer Künstler und Designer. Er lebte und arbeitete in Wien.

## Leben
Wais war 1980 Mitbegründer des Werkstätten- und Kulturhauses Wien – WUK. Im folgenden Jahr gründete er die Fotogalerie Wien und das KINOunser. 1987 gründete er gemeinsam mit Jana Wisniewski und GRAF+ZYX die Stilbruch AG – Arbeitsgemeinschaft für zeitgenössisches Design. Außerdem ist er Mitbegründer der Kunsthalle Exnergasse.
Seine Arbeiten sind in zahlreichen Sammlungen vertreten (u. a. Lentos Museum Linz, Kulturamt der Stadt Wien, Sammlung Rupertinum, Salzburg, Private Sammlungen, Bundesministerium für Unterricht und Kunst).

## Ausstellungen (Auswahl)

### Einzelausstellungen
- 2003  Werkschau VIII, Fotogalerie Wien
- 2000  Institut für die Wissenschaften vom Menschen, Wien
- 1990  Fotohof, Salzburg, Fotografie Kanyaro/Violators
- 1989  Liget Galeria, Budapest, Fotografie Kanyaro
- 1987  Fotoforum Bremen

### Gruppenausstellungen
- 2018: MUSA Museum, Wien, Die 90er Jahre. 3. Aufzug – Mobile Kunst im mobilen Markt, Fotoserie Krönungen
- 2013: MUSA, Wien, Die 70er Jahre. Expansion der Wiener Kunst, Fotografie relax
  - GRAF+ZYX TANK 203.3040.AT, StilbruchAG – GRAF+ZYX | JOSEF WAIS | JANA WISNIEWSKI
- 2012: Künstlerhaus, Wien, Me, Myself & Them
- 2004:  Lentos Kunstmuseum Linz, Fotografie, Licht I Bild I Realität
  - Art Gallery at Cal Poly University, San Luis Obisbo (U.S.A) Fotografie und Text Flugsand
- 2001: Art Gallery at Cal Poly University, San Luis Obisbo
- 2001: Fringe Club, Hong Kong
- 2000: International Centre for Photography, Budapest, Fotografie Positionierung
- 2000: Fotogalerie Wien, Fotografie Körper
- 2000: Casa de Cultura Mario Quintana, Galeria Xico Stockinger
- 1999:  Kunstverein Steyr, Oberösterreich
- 1998: Espace Photographique Contretype, Brüssel
- 1991: Vooruit – Kulturzentrum, Gent

## Arbeiten als Designer (Auswahl)
- 1995: Institut für die Wissenschaften vom Menschen, Möbelentwürfe und Innengestaltung
- 1992: Raiffeisenverband, Möbelentwürfe und Innengestaltung
- 1988: Kabel TV Wien, Möbelentwürfe und Innengestaltung
- 1987: Sonderausstellung Wohnlust, Industrielle Möbelfachmesse Salzburg
- 1986–88: Fotogalerie Wien, Büromöbelserie KAGRAN
- 1986: Wohnlust, Ausstellung Künstlerhaus, Wien
- 1982:
  - Österreichischer Kulturservice, Büroeinrichtung
  - The Opec Found, Parkring, Entwurf der Arbeits- und Konferenztische, Gestaltung der Beletage
  - Fotohof Salzburg, Empfang
- 1980: Section N, Wien, Schauraumgestaltung

## Publikationen (Auswahl)
- 2018: Katalog Die 90er Jahre,  De Gruyter Verlag, 2018, ISBN 978-3-1105-7462-3
- 2013:
  - Katalog Die 70er Jahre. Expansion der Wiener Kunst, Katalog AMBRA | V, 2013, ISBN 978-3-99043-560-1
  - Artikel, Wiener Zeitung, extra, 12. April 2013
- 2012: Katalog Me, Myself & Them, Künstlerhaus, Wien, Eyes-On Katalog Fotohof edition, 2012 Band 178, ISBN 978-3-902675-83-5
- 2005: Designarchiv, Wien 1971–1987, CD-ROM, ISBN 3-200-00449-5
- 2003: Katalog Werkschau VIII, Fotogalerie Wien, Triton Verlag Wien, ISBN 978-3-902725-15-8
- 2001:
  - Katalog Photographie – Die Sammlung Lentos Museum der Stadt Linz
  - Katalog Traversals, Hrsg. Norman Jackson Ford, Hong Kong
- 2000:
  - BILDER – Nr. 159, Fotogalerie Wien, Text Sabine Schaschl
  - Katalog Körper, Fotobuch Nr. 25 – Fotogalerie Wien
  - TRANSIT Europäische Revue Nr. 18, Verlag neue Kritik, Hamburg
- 1999: CV-photo Nr. 46, Text Leo Kandl, Photographie Contemporaine, Canada
- 1998:
  - Contretype – Bulletin Nr. 61, Espace Photographique Contretype, Brüssel
  - Katalog Fluss Lernfelder, Fotofluss, Schloß Wolkersdorf, Weinviertler Fotowochen 1994–98
- 1992: Katalog Der molussische Torso, Editor: Palme – Richtex – Expresse, Wien
- 1991: Katalog Young Austrian Photographers, Edition Galerie Fotohof, Salzburg
- 1989: Katalog Österreichische Fotografie seit 1945, Rupertinum Salzburg
- 1987: Katalog Fotografische Imagerie, Galerie Faber, Wien